# Septembre 1919

## Événements
- Les musulmans indiens, qui s’inquiètent du sort réservé au calife ottoman après la défaite de la Turquie, fondent la Conférence panindienne pour le Califat (All-India Khilafat Conference) qui élit Gandhi comme président en novembre.

- 1er septembre : Didier Daurat effectue le premier vol postal Toulouse - Barcelone.

- 3 septembre : les femmes obtiennent le droit de vote en Italie.

- 10 septembre : signature du traité de Saint-Germain-en-Laye avec l'Autriche. Démembrement de l’empire Austro-hongrois. L’Anschluss (unification entre l’Allemagne et l’Autriche) est interdite.

- 12 septembre : Adolf Hitler adhère au parti allemand des travailleurs fondé en janvier.

- 16 septembre : la Haute Cour renvoie Joseph Caillaux, ancien président du Conseil accusé d'intelligence avec l'ennemi, devant le Sénat réuni en cour de justice.

- 19 septembre : traité de Saint-Germain-en-Laye entre le Royaume des Serbes, Croates et Slovènes (dit Yougoslavie) et l’Autriche.

- 25 septembre : inauguration de la première ligne régulière commerciale entre Londres et Bruxelles.

- 28 septembre : le Luxembourg se prononce pour la monarchie par référendum.

## Naissances
- 2 septembre : Marge Champion, actrice américaine († 21 octobre 2020).
- 7 septembre : 
  - Albéric Schotte, coureur cycliste belge († 4 avril 2004).
  - Ewa Matuszweska, résistante polonaise († 26 septembre 1944).
- 8 septembre : Meda Mládková, collectionneuse d'art tchécoslovaque († 3 mai 2022).
- 9 septembre : Jacques Marin, comédien français († 10 janvier 2001).
- 14 septembre :
  - Olga Lowe, actrice britannique originaire d'Afrique du Sud († 2 septembre 2013).
  - Kay Medford, actrice américaine († 10 avril 1980).
  - Mila Racine, résistante juive française († 20 mars 1945).
  - Alphonse Rolland, footballeur français († 27 février 2012).
- 15 septembre : 
  - Fausto Coppi, coureur cycliste italien († 2 janvier 1960).
  - Alfie Scopp, acteur américain († 24 juillet 2021).
- 17 septembre : Jean Venturini, poète français († 17 juin 1940).
- 22 septembre : Yehoshua Blau, linguiste israélien († 20 octobre 2020).
- 23 septembre : 
  - Pierre-Roland Giot, préhistorien français, considéré comme le créateur de l'archéologie armoricaine moderne. († 4 janvier 2002).
  - Renée Moreau, résistante française († 24 septembre 2021).
- 26 septembre : Matilde Camus, poète espagnole († 8 avril 2012).
- 30 septembre : Roberto Bonomi, pilote automobile argentin. († 10 janvier 1992).